# Río Escondido (película de 1948)
Río Escondido es una película mexicana de drama romántico de 1948, escrita y dirigida por Emilio "El Indio" Fernández y protagonizada por María Félix, Carlos López Moctezuma, Fernando Fernández y Columba Domínguez.

## Sinopsis
Rosaura (María Félix) una joven maestra rural, es comisionada por el Presidente de México a alfabetizar un remoto pueblo del estado de Coahuila conocido como Río Escondido, pese a que padece una incurable y mortal enfermedad del corazón. Rosaura se muestra pronta y dispuesta a cumplir con el encargo hecho por el mandatario, pero el pueblo está sometido a la tiránica voluntad de Don Regino (Carlos López Moctezuma), presidente municipal de Río Escondido.
Al llegar al pueblo, Rosaura adopta a tres niños que recientemente se quedaron huérfanos debido a una epidemia de viruela que asola al pueblo. Gracias a la pronta intervención del joven pasante de medicina, Felipe Navarro (Fernando Fernández), quien cura de la viruela a un enfermo Regino, este accede a dejar quedarse a Rosaura.
El problema para Rosaura aumenta cuando Regino se enamora de ella y esta, indignada por sus insinuaciones, se queda viviendo en su escuela al tiempo que lo denuncia públicamente. El presidente municipal termina obsesionándose por ella, lo que hace que esté resuelto a hacer de su vida, y la de los habitantes de Río Escondido, un infierno. Cuando el agua en el pueblo se agota, quedando solamente la de los terrenos de Regino, la situación parece desesperada para todos. Sin importarle las circunstancias, Regino amenaza con matar a quien quiera que se atreva a robarle agua; cosa que al final sucede cuando uno de los alumnos de Rosaura termina siendo baleado por éste.
La indignación se apodera de todos los habitantes de Río Escondido y la situación se torna cada vez más tensa para Regino y sus secuaces; pero él, empeñado en humillar a Rosaura, decide entrar en medio de la noche a la escuela de la maestra para abusar de ella y después expulsarla del pueblo. Sin embargo, Rosaura consigue defenderse y matar a Regino. Los habitantes del pueblo, al ver lo sucedido, finalmente toman valor para acabar con el resto de los seguidores del fallecido presidente municipal.
El esfuerzo, desafortunadamente, resulta demasiado para el corazón de Rosaura; quien termina desvaneciéndose. Pese a los cuidados de Felipe, ella no puede aliviarse; pero antes de morir, dicta una carta al Presidente de México, contando lo sucedido. Días después, recibe la respuesta del Presidente, felicitándola por sus esfuerzos y anunciándole que tomaría cartas en el asunto para rehabilitar Río Escondido. Pero Rosaura no consigue escuchar la respuesta de labios de Felipe, ya que termina falleciendo. Los habitantes de Río Escondido, en agradecimiento, sepultan a Rosaura en una cripta ubicada en su escuela.

## Reparto
- María Félix ... Rosaura Salazar
- Carlos López Moctezuma ... Don Regino Sandoval - Cacique
- Fernando Fernández ... Felipe Navarro - pasante de medicina
- Domingo Soler ... Señor cura
- Agustín Isunza ... Brígido
- Manuel Dondé ... El Rengo, esbirro de Regino
- Eduardo Arozamena ... Don Marcelino
- Arturo Soto Rangel ... Maestro Monroy
- Columba Domínguez ... Merceditas
- Juan García "El peralvillo" ... Esbirro de Regino
- Roberto Cañedo ... Ayudante de la presidencia
- Beatriz Germán Fuentes ... Raquel (niña Beatriz German)
- Jaime Jiménez Pons ... Goyito (niño Jaime Jiménez)
- Carlos Múzquiz ... Leonardo
- Guillermo Cramer ... Esbirro de Regino
- Sergio Arroyo
- Manuel Bernal ... Narrador (sin crédito)
- Lupe del Castillo ... Pueblerina anciana (sin crédito)

## Premios

### Premio Ariel(1948)
| Categoría                | Persona                             | Resultado |
| ------------------------ | ----------------------------------- | --------- |
| Mejor Película           | Mejor Película                      | Ganadora  |
| Mejor Director           | Emilio Fernández                    | Nominado  |
| Mejor Actor              | Carlos López Moctezuma              | Ganador   |
| Mejor Actriz             | María Félix                         | Ganadora  |
| Mejor Guion Original     | Emilio Fernández Mauricio Magdaleno | Ganador   |
| Mejor Fotografía         | Gabriel Figueroa                    | Ganador   |
| Mejor Música             | Francisco Domínguez                 | Ganador   |
| Mejor Escenografía       | Manuel Fontanals                    | Nominado  |
| Mejor Actor de Cuadro    | Eduardo Arozamena                   | Nominado  |
| Mejor Actuación Infantil | Jaime Jiménez Pons                  | Ganador   |

## Comentarios
Ocupa el lugar número 23 del conteo de Las 100 mejores películas del cine mexicano publicado por la revista Somos.
Esta película fue grabada en uno de los pueblos fundadores del municipio de Ecatepec de Morelos Estado de México. El pueblo de Santa María Tulpetlac, y la parroquia que aparece en la película es la iglesia de Cristo Rey. 